# Alejandro Speitzer
Alejandro Sánchez Speitzer (Culiacán, México, 21 de janeiro de 1995) é um ator mexicano. Começou sua carreira desde pequeno, com cinco anos, e mesmo assim conseguiu seu papel mais renomado em Aventuras en el tiempo. É, também, irmão do ator Carlos Speitzer.

## Carreira
Alejandro Speitzer começou sua carreira como ator infantil aos 5 anos de idade. Seu primeiro trabalho foi em um papel recorrente na minissérie mexicana de TV, Rayito de luz, em 2000. Ele então estrelou seu papel como o personagem titular Juan "Rayito" de Luz na novela infantil Rayito de luz. Isso foi seguido por outro papel regular na série de televisão Aventuras en el tiempo em 2001 como Ernesto. Em 2002, ele estrelou em La familia P. Luche como Nino, e como Felipe na telenovela Cómplices al rescate no mesmo ano. Ele se tornou uma escolha popular para diretores de elenco e foi escolhido para uma programação ininterrupta de papéis em séries de televisão. De 2005 a 2012, ele apareceu em Misión S.O.S, Mujer, casos de la vida real, Bajo las riendas del amor, Atrévete a soñar, Esperanza del corazón, La rosa de Guadalupe, e Amy, la niña de la mochila azul.
Entre os anos de 2013 a 2017, ele estrelou em Mentir para vivir, Como dice el dicho, El Dandy, Bajo el mismo cielo, El Chema, Guerra de ídolos, Me gusta, pero me asusta e Milagros de Navidad.
Em 2018, Alejandro estrelou a série de televisão Señora Acero e Enemigo íntimo. Em 2019, estrelou a novela La reina del sur e o drama policial El Club, onde protagonizou o papel principal com Minnie West e Jorge Caballero. Em 2020, ele estrelou em dois projetos da Netflix: a série de televisão Oscuro deseo e a minissérie Alguien tiene que morir.

## Filmografia

### Cinema
| Ano  | Título                   | Personagem       | Notas                          |
| ---- | ------------------------ | ---------------- | ------------------------------ |
| 2017 | Me gusta, pero me asusta | Brayan Rodríguez | Também como produtor executivo |
| 2018 | Campeones                | Mario            |                                |

### Televisão
| Ano     | Título                          | Personagem                    | Notas                                    |
| ------- | ------------------------------- | ----------------------------- | ---------------------------------------- |
| 2000–01 | Rayito de luz                   | Rayito                        | Protagonista                             |
| 2001    | Aventuras en el tiempo          | Ernesto "Neto" Del Huerto     | Coprotagonista                           |
| 2001–05 | Mujer, casos de la vida real    | Participação                  | Participação Especial                    |
| 2002    | Cómplices al rescate            | Felipe Olmos                  | Coadjuvante                              |
| 2003    | La familia P. Luche             | Participação                  | Participação Especial                    |
| 2004    | Amy, la niña de la mochila azul | Tolín                         | Coadjuvante                              |
| 2004–05 | Misión S.O.S                    | Quechane Chale                | Coadjuvante                              |
| 2007    | Bajo las riendas del amor       | Antônio "Toñito" Linares Jr.  | Coadjuvante                              |
| 2008–12 | La rosa de Guadalupe            | Participação                  | Participação Especial                    |
| 2009–10 | Atrévete a soñar                | Raymundo Rincón Peña          | Coadjuvante                              |
| 2011–12 | Esperanza del corazón           | Diego Duprís Landa            | Coadjuvante                              |
| 2011    | Como dice el dicho              | Participação                  | Participação Especial                    |
| 2013    | Mentir para vivir               | Sebastián Sánchez Bretón      | Antagonista                              |
| 2015–16 | Bajo el mismo cielo             | Luis Martínez Amado           | Coprotagonista                           |
| 2015–16 | El Dandy                        | Serch                         | Regular                                  |
| 2016    | El Chema                        | Ricardo Almenar Paiva (Joven) | Participação Especial                    |
| 2016    | Señora Acero 3, La Coyote       | Juan Pablo Franco             | Atuação Especial                         |
| 2017    | Guerra de ídolos                | Nicólas "Nico" Zavala Paz     | Coprotagonista                           |
| 2017    | Milagros de Navidad             | Randolfo Méndez "Randy"       | Convidado, (episódio 1: "Adiós Soledad") |
| 2018–20 | Enemigo íntimo                  | Luis "El Berebere" Rendón     | Antagonista                              |
| 2019    | El Club                         | Pablo                         | Protagonista                             |
| 2019    | La reina del sur                | Raymond "Ray" Dávila          | Coprotagonista; Temporada 2              |
| 2020–22 | Oscuro deseo                    | Darío Guerra                  | Protagonista                             |
| 2020    | Alguien tiene que morir         | Gabino Falcón                 | Protagonista                             |
| 2023    | La cabeza de Joaquín Murrieta   | Joaquín Carrillo              |                                          |
| 2024    | Disco, Ibiza, Locomía           | Carlos Armas                  |                                          |

### Teatro
- Vaselina (2013) - Danny Seco/Kiko[9]
- Aladino y la lámpara maravillosa (2012) - Aladino[10]
- La Bella Durmiente (2012) - Príncipe Felipe
- Julio, Servicio Completo (2014 - 2015) - Julio
- Straight (2018) [11]

## Prêmios e indicações
| Ano  | Prêmo                     | Categoria                   | Nomeação              | Resultado |
| ---- | ------------------------- | --------------------------- | --------------------- | --------- |
| 2012 | Prêmio TVyNovelas de 2012 | Melhor Ator Jovem Principal | Esperanza del corazón | Indicado  |
| 2014 | Prêmio TVyNovelas de 2014 | Melhor Ator Jovem Principal | Mentir para vivir     | Venceu    |
| 2016 | Your World Awards         | Ator Coadjuvante Favorito   | Bajo el mismo cielo   | Venceu    |